# 凍土の共和国
『凍土の共和国―北朝鮮幻滅紀行』（とうどのきょうわこく―きたちょうせんげんめつきこう）は、日本において1984年2月に亜紀書房から出版された単行本。著者は金元祚（キム・ウォンヂョ）とされているが、仮名である。
統一日報に1983年3月29日 - 8月31日まで、100回程に渡って連載された『「凍土の共和国」- 朝総連同胞の「北」訪問日記』を4分の3程に圧縮したものといわれる。
著者は、1940年に日本に生まれた在日2世であり、朝鮮高校卒業後、在日本朝鮮青年同盟常任活動家になる。1969年ごろ金日成の神格化に疑問を持ち、企業家として再出発し、「愛国的商工人」として表彰され、国旗勲章3級・功労メダルなどを授与された。2008年時点では既に故人とされている。

## 概要
本書は著者の日記という形式をとっており、多くは実話であると考えられる。「帰国同胞」という人質を北朝鮮に取られている為に、本名を名乗る事もできず、著者も日記の公開に相当迷ったという。
著者は、1960年はじめに、兄と姉、それに従兄弟を北朝鮮に帰国させている。当時、熱病のように在日朝鮮人が煽られた帰国事業の犠牲者であるが、彼らは熱望して帰国している。
しかし帰国直後から、手紙などで「日本円や日用品、食料など」を無心する手紙が多く届き、漠然とながら北朝鮮が「地上の楽園」ではないことに著者は疑問を抱き続けていたという。
新潟港から莫大な手荷物を持ち、万景峰号に乗り込み、清津市に上陸する。北朝鮮に行けば、すぐにでも帰国した親類に会えると思っていた訪問団の一行は、親類が港に出迎えに来ない事にがっかりする。しかし、それどころではなく、何日過ぎても平壌見学だ、公式行事だ、革命オペラ見学だと引きずり回され、繰り返し社会主義の学習を強いられ、挙句の果てには連れて行かれた先々で金日成の銅像に参拝を強要される。その間、人民大衆とは完全に隔離されるが、時に垣間見た、庶民の「死人の目」や「痩せこけた姿」「牛車が走る都会」「外車天国な平壌市」「日本円の価値の高さに反比例するような人民ウォンの価値」に衝撃を受ける。
沙里院市では、訪問団員の父親よりも老けて見える、帰国同胞の息子の話を聞き、北朝鮮の労働環境の劣悪さ、医療事情の貧弱さに、北朝鮮の虚偽宣伝を痛感する。さらに、かつての朝鮮高校の後輩や同級生から、盗聴器の仕掛けられた部屋、密告政治、飢餓と公開処刑、政治犯収容所といった北朝鮮の暗部の話を実際に耳にする。
名勝金剛山を見学すると、美しい岩や峰々に、毒々しい赤で「偉大な首領金日成同志万歳！」や「主体」と言った指導者やイデオロギーを讃える言葉が刺青のように彫り込まれている事を知り、独裁者の異常な自然破壊に激怒する。
北朝鮮に到着して22日目、ようやく兄姉の家族との再会を果たすも、実はとうの昔に実兄は結核により死亡していた。その事実を姉も従兄弟も、一切話す事ができず、ただ「兄は社会主義建設のために忙しい」としか伝える事ができなかった。著者は、真実を真実として話す事もできない、何の言論の自由も無い、異様な独裁国家の姿を知り、戦慄する。親類との対面も僅かに3泊4日の日程で、しかも「指導員」と称するお目付役が深夜まで家に居座る上に別部屋で著者に見えないように兄姉と従兄弟に耳打ちを行い仕事上で必要なトラックやミシンを肉親に強請るように指示する「主体的たかり」と異国で金を稼ぐことの苦労を知らずに「耳打ちすれば大金が右から左に流れる」と勘違いしてる指導員の金銭感覚と指導部の陰湿さに「ビタ一文くれてやるものか」と憤慨する。
家族との再会で、北朝鮮庶民の凄まじいまでの窮乏と、役人の腐敗と圧政を実感し、最終日には後ろ髪を引かれる思いで著者たち訪問団一行は清津市に行き北朝鮮を後にする。著者は帰りの新潟へ向かう万景峰号の甲板の上に上り東海の夜風に当たりながら佐渡島の光を目撃する。
そして船の後ろを振りかえり、暗闇の空に向かって「朝鮮民主義人民共和国よ、さらばだ！『主体の国』よ、永遠にさらばだ！」と叫んだのだった。

## 出版後の動向
かつて、在日本朝鮮人総聯合会（朝鮮総連）は北朝鮮に関するネガティブな報道が行われるたびに、報道機関に対して組織的な抗議運動を繰り広げた。日本社会の「良心的」と評される人々が北朝鮮に共感し、あるいは批判を差し控えようとする風潮も強かった。当事者である在日朝鮮人たちも、日本社会からの孤立や、対立する体制を利するといった意識、周囲との関係や北朝鮮に帰還した係累に災いが及ぶという懸念から、北朝鮮の実情について積極的に語ろうとする者は少なかった。
そのような社会情勢のもと出版されたこの本についても、朝鮮総連はその内容を強く否定するとともに、懸命に著者を探したといわれる。しかし、この本が話題となり、在日朝鮮人の間でも北朝鮮のありように疑問を持たれていることが広く知られるにつれ、北朝鮮への無条件の肯定は力を減じていくこととなった。
1989年には同じ出版社から『どん底の共和国 - 北朝鮮不作の構造』が、1990年には『暗愚の共和国 - 北朝鮮工業の奇怪』が出版された。これら3冊の北朝鮮批判本は、北朝鮮の社会体制や、その経済不振を説明するための手掛かりとして、書籍や論文で参照されている。
また「凍土の共和国」という語そのものが、批判的に北朝鮮を指す表現として、報道の中で用いられる例もある。

## 書誌情報
- 金元祚『凍土の共和国 - 北朝鮮幻滅紀行』亜紀書房、1984年。
- 金元祚『凍土の共和国 新装版 - 北朝鮮幻滅紀行』亜紀書房、2008年。ISBN 978-4750508016。